# Systellaspis eltanini
Systellaspis eltanini is een garnalensoort uit de familie van de Oplophoridae. De wetenschappelijke naam van de soort is voor het eerst geldig gepubliceerd in 1986 door Wasmer.